# Fiat 2800
Der ab 1938 von Fiat gebaute 2800 trat die Nachfolge des Fiat 527 in der Oberen Mittelklasse an. Zunächst war das Modell nur als Limousine verfügbar, ab 1939 auch als Torpedo.
Den Antrieb übernahm ein Sechszylinder-Ottomotor mit einem Hubraum von 2852 cm³. Dessen Leistung von 85 PS / 63 kW bei 4000/min wurde über ein Viergang-Getriebe mit Mittelschaltung an die Hinterräder übertragen. Es konnte eine Höchstgeschwindigkeit von 130 km/h erreicht werden.
Die Torpedoversion gab es auch in einer speziellen 6-sitzigen Version als Präsentationslimousine. Nur 6 Stück wurden hiervon gebaut und waren die offiziellen Fahrzeuge des damaligen italienisches Königs Viktor Emanuel III. Nach dem Krieg wurden sie von den ersten demokratisch gewählten Präsidenten Italiens genutzt.

## Fiat 2800 CMC
Eine weitere spezielle Version auf Basis des Torpedo fertigte Fiat ab 1939 für das italienische Militär als 2800 CMC.
Hierbei handelte es sich um einen viertürigen Kommandowagen mit Klappverdeck. Der Radstand war von 3200 mm auf 3000 mm verkürzt. Das Chassis war verstärkt worden, und es kamen größere Räder zum Einsatz. Hierdurch stieg der Verbrauch, und die Höchstgeschwindigkeit sank auf 115 km/h. Verwendet wurden diese Modelle vom Generalstab und zum Teil auch von Polizeidirektoren in den Provinzen.
Insgesamt entstanden bis 1944 nur 624 Fiat 2800. Davon 210 als 2800 CMC. Kriegsbedingt war die Produktion immer wieder zum Erliegen gekommen bzw. andere Baureihen waren wichtiger. Erst 1952 mit dem Fiat 1900 bot Fiat wieder ein Fahrzeug in der Oberen Mittelklasse.